# نادي سبال
نادي سبال (بالإيطالية: S.P.A.L.)‏ هو نادي كرة قدم إيطالي يقع في مدينة فيرارا في إيطاليا، تأسس عام 1907. يُطلق عليهِ البيانكازوري (بالإيطالية: Biancazzurri)‏ وَالتي تعني بالعربية بالأبيض والأزرق. ويلعب حاليًا في الدوري الإيطالي الدرجة الثانية (Serie B). ويستضيف مُبارياته على أرضه في ملعب باولوا ماتسا منذُ عام 1928، الذي سمي على اسم باولوا ماتسا (رئيس النادي في الفترة ما بين 1946-1977). ويُعتبر النادي مملوك لشركة Vetroresina S.p.A ويترأسه والتر ماتيولي، والمدرب الحاليّ هو بيب كلوتيت.
شارك النادي في 24 موسم في الدرجة الأولى (Serie A)، و26 موسم في الدرجة الثانية (Serie B)، وفي 41 موسم في الدرجة الثالثة، و7 مواسم في الدرجة الرابعة، وموسم واحد في الدرجة الخامسة، وكان أفضل إنجاز للنادي عندما احتل المركز الخامس في الدوري الإيطالي 1959–60 ووصوله إلى نهائي كأس إيطاليا 1961-62.

## التاريخ

### التأسيس
تأسس النادي في مارس 1907 باسمِ النادي اللاتينيّ للفن والعمل (Circolo Ars et Labor) من قبل القس الساليزياني بيترو أكربس، وقد كانَ في المراحل الأولى عبارة عن جمعية ثقافية ودينية، ثمَّ في عام 1913 أصبحت شركة متعددة الرياضات، تحمل اسم الشركة الرياضيةِ للفن والعمل (Società Polisportiva Ars et Labor) وٳختصارها SPAL.
بدأَ الفريق نشاطه الاحترافي تحت رعاية الاتحاد الإيطالي لكرة القدم في عام 1919، حيثُ شارك في دوري الدرجة الثانية. وقد حقَّقَ الصعود في أول موسم لَهُ وشارك في دوري الدرجة الأولى من 1920 إلى 1925، ووصل إلى التصفيات المؤهلة للنهائيات الوطنيَّة في 1921-1922.
من عام 1925 حتَّى الحرب العالمية الثانية لعب النادي في دوري الدرجة الثانية والدرجة الثالثة وفي هذه الفترة، سجل المهاجم الأول في النادي ماريو روماني 130 هدفًا في 189 مباراة خِلال فترتين مُختلفتين معَ البلوز الأبيض (1925-1932 و1937–38).
بين عاميّ 1939 و1943، غير النادي اسمه مؤقتًا إلى (AC Ferrara)، مرتديًا قميص باللونين الأسود والأبيض الخاصين بِالمدينة بعدَ تعليق البُطولة بسببِ الحرب، ثمَّ عاد النادي في عام 1945 إلى اسم سبال وإلى ألوانه الأزرق الفاتح والأبيض.

### الفترة الذهبية في الدوري الإيطاليّ

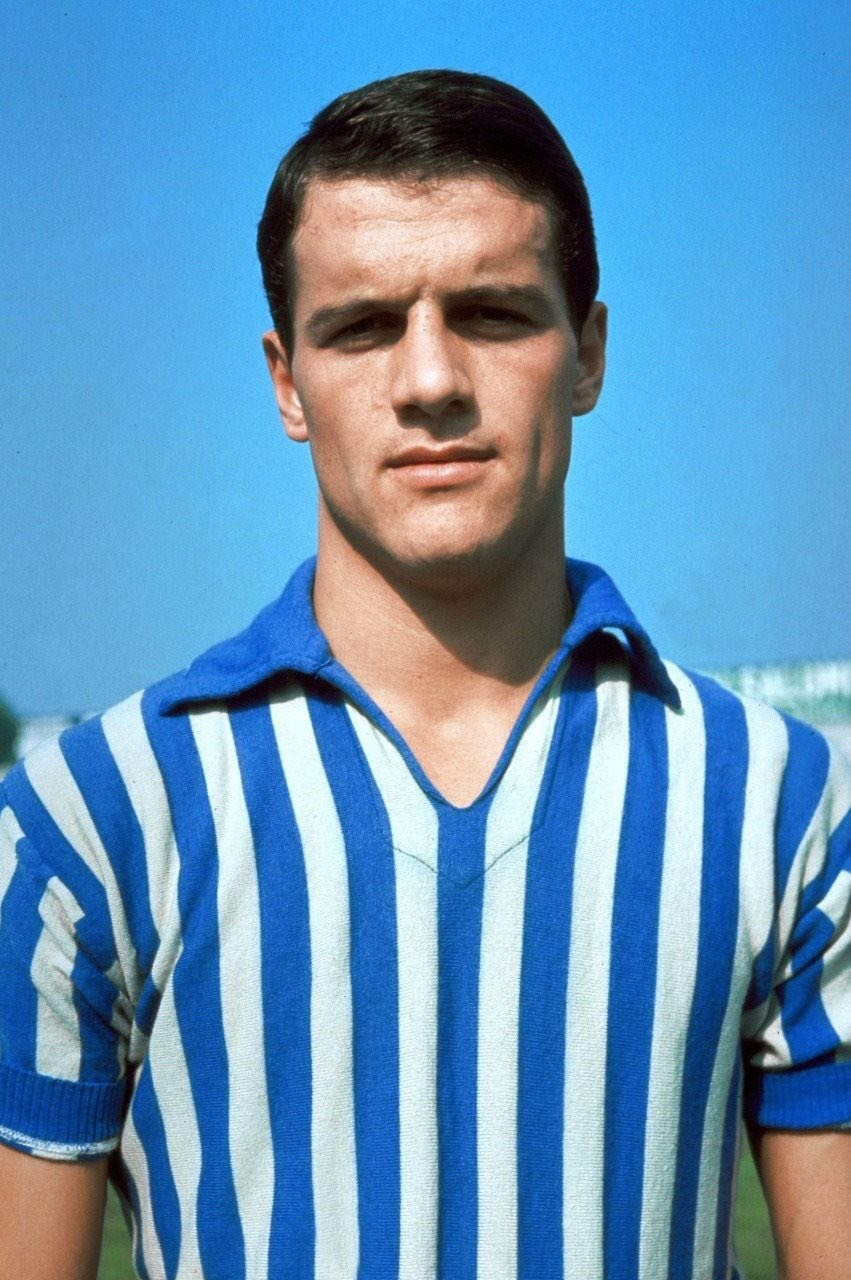
فابيو كابيلو في سبال عام 1966.

في عام 1946 أصبح باولوا ماتسا رئيسًا للنادي، وبعد خمسة مواسم متتالية في الدوري الإيطالي الدرجة الثانية، ترقى سبال إلى الدوري الإيطالي بعدَ فوزه ببطولة الدوري في موسم1950–51، وبقي في الدرجة الأولى لمعظم الخَمْسيْنِيَّات والستينيات من القرن الماضي، حيثُ تنافس في 16 من أصلٍ 17 موسمًا من دوري الدرجة الأولى الإيطاليّ من 1951 إلى 1968.
حصل سبال على المركز الخامس في الدوري الإيطالي 1959–60، وكانت أفضل نتيجةً حصل عليها في تاريخه، وخسر نهائي كأس إيطاليا 1961–62 أمام نابولي، وفي المراحل الأولى من موسم الدوري الإيطالي 1962–63 الذي حصل فيهِ على المركز الثامن، تمكُّن من الوصول إلى قمة جدول الدوري، وخلال تلك السنوات كانَ النادي نقطة انطلاق للعديد من اللاعبين الشباب الذين أصبحوا نجومًا من بينهم فابيو كابيلو.
في الدوري الإيطالي 1963–64 هبط النادي إلى دوري الدرجة الثانية، لكنّه عاد إلى الدرجة الأولى بعدَ عام واحد فقط، وظل فيها حتَّى عام 1968. وفي نهاية الموسم الماضي في الدوري الممتاز، فاز سبال بكأس الصداقة الإيطاليَّة السويسرية.

### من السبعينات إلى القرن الحادي والعِشرين
خِلال السبعينات والثمانينات والتسعينات، لعب سبال غالباً في دوري الدرجة الثانية ووسيري سي / سي 1.
استقال باولوا ماتسا من رئاسة النادي في ديسمبر 1976، وحل محله بريمو مازانتي، وقد تُوفيَّ الرئيس السابق ماتسا في ديسمبر 1981 وبعد ثلاثة أشهر تمَّ تسمية Stadio Comunale باسمِ مدينة فرارة.
في عام 1990 أصبح جيوفاني دونيغاليا رئيسًا للنادي، وبين عاميّ 1990 و1992 حصل سبال على ترقيات متتالية إلى دوري الدرجة الثانية، تحت إدارة جيوفان باتيستا فابري، وقد ترك دونيغليا الرئاسة في عام 2002 وكان الفريق في دوري الدرجة الأولى الإيطالي. وقد حل محله Lino di Nardo.

### السنوات الأخيرة
أفلس النادي في عام 2005،  وتمَّ تغييره ليصبح SPAL 1907 Srl، بموجب أحكام المادة 52 من NOIF. وفي صيف 2012 تعرض للإفلاس الثاني وأُعيد تأسيس النادي للمرة الثانيَّة باسمِ Società Sportiva Dilettantistica Real SPAL وعاد إلى دوري الدرجة الثانيَّة  مرَّة أُخرى بموجب المادة 52 من NOIF.
في نهاية موسم 2012-13 استعاد النادي اسمه الأصليّ Giacomense، وأنتقل إلى مدينة فيرارا، وفي 12 يوليو 2013 أبرم المالك روبرتو بيناسكيوتي صفقة معَ عائلة Colombarini للاندماج بين SPAL وGiacomense، معَ منح الأخير لقبهِ الرياضي سبال والاستمرار في اللعب في فرارة، وقام النادي بتغيير اسمه إلى SPAL 2013.
في الدوري الإيطالي الدرجة الثالثة 2015–16، ترقى الفريق إلى دوري الدرجة الثانية للمرة الأولى منذُ موسم 1992-93، بعدَ أنَ احتل المركز الأول في المجمُوعة B من الدوري الإيطالي الدرجة الثالثة، وفي العام التالي احتل المركز الأول في دوري الدرجة الثانية، وترقى دوري الدرجة الأولى بعدَ غياب دام 49 عامًا. وفي موسمه الأول في الدوري الإيطاليّ الدرجة الأولى، تجنب سبال الهبوط من خِلال احتلاله المركز السابع عشر. وفي نهاية موسم 2018-19 أكدوا وجودهم في الدرجة الأولى للعام الثالث على التوالي بالمركز 13. وكان للنادي حظوظ متباينة في موسم 2019-2020 بعدَ حصوله على 15 نقطة فقط في 23 مباراة، وتمَّ طرد المدرب ليوناردو سيمبليسي في فبراير 2020 وحل محله لويجي دي بياجيو. هبط سبال إلى دوري الدرجة الثانيَّة ليحل في المركز الأخير برصيد 20 نقطة، ووصل إلى دور الـ16 في كأس إيطاليا 2020-21، ليصبح الفريق الوحيد من دوري الدرجة الثانية الذي يتقدم إلى مرحلة البطولة.

## الملعب

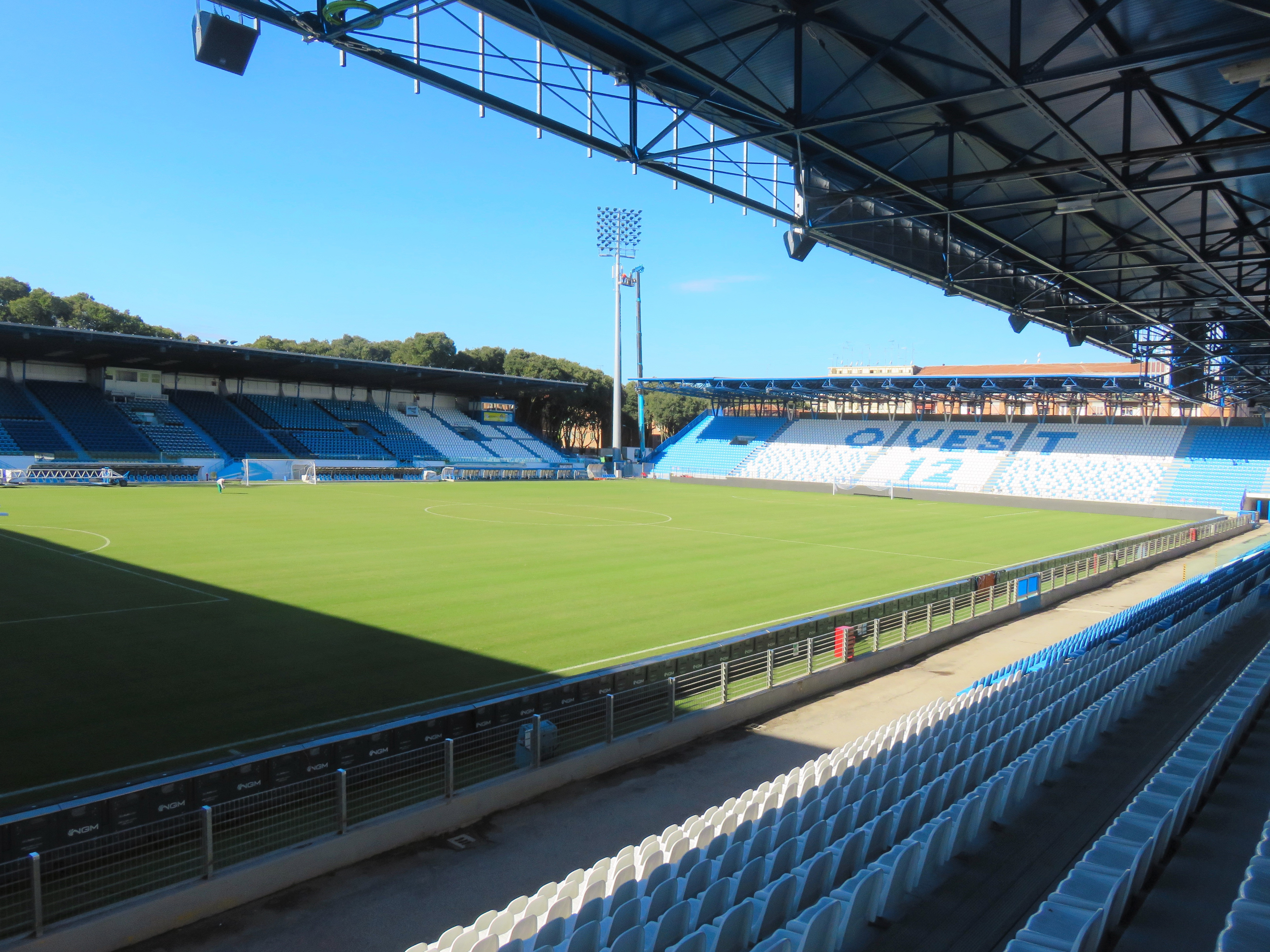
منظر داخلي لملعب باولو مازا عام 2018

كانَ ملعب النادي «كامبو دي بيازا دارمي» خِلال الفترة (1919-1928) وملعبه الحاليّ هو ملعب باولو مازا (بالإيطالية: Stadio Paolo Mazza)‏ منذُ افتتاحه في سبتمبر 1928 باسمِ «الملعب البلدي» (بالإيطالية: Stadio Comunale)‏، وتبلغُ سعته 16134 مقعدًا، ومن ثمَّ أخذ اسمه الحاليّ في فبراير 1982، تكريمًا للرئيس السابق للنادي باولو ماتزا.
في البداية كانت سعة الملعب 4000 مقعداً، وبعد ذلك تمَّ توسعة الملعب بالتزامنِ معَ ترقية النادي إلى دوري الدرجة الأولى الإيطالي في عام 1951، حيثُ خضع لعملية إعادة هيكلة كبيرة وسع سعته إلى 25000 مقعد، وخلال الفترة بين الستينيّات والثمانينات تمَّ تجديده مرَّة أُخرى ممَّا قلل عدد المُتفرجين المحتملين إلى 22000 متفرج حتَّى منتصف العقد الأول من القرن الحادي والعشرين.
خِلال الفترة من 2005 إلى 2016 اقتصرت سعة الملعب على 7500 مقعد لأسباب تتعلق بِالسَّلامة واحتواء التكلفة، وفي 2016-2017 بعدَ ترقية النادي إلى دوري الدرجة الثانية ثمَّ إلى دوري الدرجة الأولى، تمت إعادة هيكلة الملعب مرَّة أُخرى ليلائم الاحتياجات الحديثة للراحة والأمان. وفي صيف عام 2018 تمَّ إجراء إعادة تصميم أُخرى من أجل رفع سعة الملعب من 13135 مقعدًا إلى 16134 مقعدًا.

## الألوان والشارات والألقاب

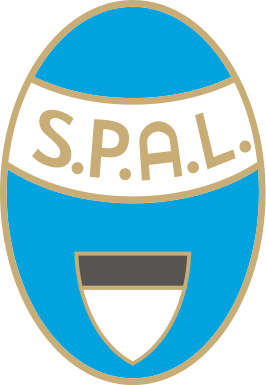
شعار النادي

ألوان الفريق هي الأزرق الفاتح والأبيض، وهي مشتقة من شعار الرهبنة الساليزيانية، منذُ عام 1962 يتكون طقم الذهاب من قميص مخطط عمودي بلون أزرق فاتح، وأحذية رياضية بيضاء وجوارب بيضاء، كانَ للنادي استثناء وحيد للأزرق الفاتح والأبيض عندما تبنى النادي طقمًا باللونين الأبيض والأسود بين عاميّ 1939 و1943 وأطلق عليهِ اسم AC Ferrara، تكريمًا لألوان فيرارا المدنية.
شعار النادي يُضمُّ درع أزرق فاتح على شكل بيضاوي، بِالإضافة إلى شريط أبيض في الجزء العلوي، كتب عليهِ "SPAL" بالحروف الذهبية، كما يظهر في القسم السفلي شعار المدينة بالأبيض والأسود، ومن عام 1980 حتَّى منتصف التسعينات ظهرت الشارة الرسميَّة على شكل أيل، وهو رمز آخر للنادي.
الأسماء المُستعارة الأكثر شيوعًا للنادي هي "Biancazzurri" (من ألوان النادي، الأزرق الفاتح والأبيض) و"Estensi" (من إستي، سلالة نبيلة أوروبية قديمة حكمت فيرارا من 1240 إلى 1597).

## الرعاة
| - 1981–86: أديداس - 1986-87: ماريكس - 1987-89: لياقة - 1989-91: WBS - 1991–04: اسيكس - 2004-05: زيوس - 2005-09: ليجيا - 2009–10: اسيكس - 2010-12: جيفوفا - 2012–13: ليجيا - 2013–16: إيرييا - 2016–17: HS كرة القدم - 2017–21: ماكرون | - 1981-82: ساوبر - 1982–89: كاسا دي ريسبارميو دي فيرارا - 1989–90: كاسا دي ريسبارميو دي فيرارا، رافاني أكياي - 1990–05: كاسا دي ريسبارميو دي فيرارا - 2005–08: كاسا دي ريسبارميو دي فيرارا، توماسي - 2008–09: كاسا دي ريسبارميو دي فيرارا - 2009–10: كاسا دي ريسبارميو دي فيرارا، ليجا ديل فيلو دورو - 2010-11: كاسا دي ريسبارميو دي فيرارا، ترانسيا - 2011–13: كاسا دي ريسبارميو دي فيرارا - 2013–15: فيترويسينا، فينيتو بانكا [الإنجليزية] - 2015–16: فيترويسينا، ريالي موتوا، بي إم دبليو مجموعة Erre Effe - 2016–17: فيترويسينا، ماجنادين، 958 سانتيرو، بي إم دبليو مجموعة Erre Effe - 2017–18: سبار، مجموعة تاسي، بي إم دبليو مجموعة Erre Effe - 2018–19: مجموعة تاسي، بي إم دبليو مجموعة Erre Effe، بنتافرت - 2019–20: مجموعة أوميغا، كريفي كافيه، اورويل، VB Impianti، أرّبي تكنولوجي، بنتافرت - 2020–21: مجموعة أوميغا، أرّبي تكنولوجي، بنتافرت |

## اللاعبين

### تشكيلة الفريق
«آخر تحديث في 10 أكتوبر 2020».
ملاحظة: تشير الأعلام إلى المنتخب الوطني على النحو المحدد في قواعد الأهلية للفيفا. قد يحمل اللاعبون أكثر من جنسية واحدة غير تابعة للفيفا.
| الرقم | البلد     | المركز | اللاعب                |
| ----- | --------- | ------ | --------------------- |
| 1     | ألبانيا   | حارس   | إيتريت بيريشا         |
| 3     | إيطاليا   | مدافع  | لوكا رانييري          |
| 4     | صربيا     | مدافع  | نيناد توموفيتش        |
| 5     | بولندا    | مدافع  | بارتوز سالامون        |
| 6     | إيطاليا   | مدافع  | إريك كوربيلو          |
| 7     | إيطاليا   | مهاجم  | اريداي كابريرا        |
| 8     | إيطاليا   | وسط    | مايكل ميسا            |
| 9     | إيطاليا   | مهاجم  | بييترو ايميلو         |
| 10    | إيطاليا   | مهاجم  | سيرخيو أراوخو         |
| 11    | إيطاليا   | مهاجم  | بينيتو إراولا راميريز |
| 12    | إيطاليا   | وسط    | انزو لووديس           |
| 13    | إستونيا   | وسط    | اجورجي تونجوف         |
| 14    | إيطاليا   | مهاجم  | فيدريكو دي فرانشيسكو  |
| 15    | إيطاليا   | وسط    | فيديريكو زانتشيتا     |
| 17    | إيطاليا   | وسط    | ليوناردو سيرنيكولا    |
| 19    | الأرجنتين | وسط    | لوكاس كاسترو          |
| 20    | إيطاليا   | مدافع  | كاليب أوكولي          |

| الرقم | البلد        | المركز | اللاعب               |
| ----- | ------------ | ------ | -------------------- |
| 21    | إيطاليا      | مهاجم  | سيباستيانو ايسبوسيتو |
| 22    | السنغال      | حارس   | ديمبا ثيام           |
| 23    | إيطاليا      | وسط    | فرانشيسكو فيكاري     |
| 24    | إيطاليا      | مهاجم  | فيدريكو فيفياني      |
| 25    | إيطاليا      | مدافع  | ريكاردو سبالترا      |
| 27    | البرازيل     | وسط    | اسبيتو               |
| 32    | إيطاليا      | مدافع  | ماركو سالا           |
| 41    | إيطاليا      | مدافع  | لورينزو ديكمان       |
| 77    | إيطاليا      | وسط    | ماركو داليساندرو     |
| 80    | السنغال      | مهاجم  | ديمبا سيك            |
| 89    | بولندا       | مدافع  | جاكوب إيسكرا         |
| 90    | إيطاليا      | مهاجم  | لوكا مورو            |
| 94    | بوليفيا      | مهاجم  | جاومي كوييار         |
| 95    | الجبل الأسود | مهاجم  | ماركو يانكوفيتش      |
| 97    | السنغال      | حارس   | موريس جوميس          |
| 99    | إيطاليا      | مهاجم  | إنريكو بريغنولا      |

### في إعارة
آخر تحديث 5 أكتوبر 2020.
ملاحظة: تشير الأعلام إلى المنتخب الوطني على النحو المحدد في قواعد الأهلية للفيفا. قد يحمل اللاعبون أكثر من جنسية واحدة غير تابعة للفيفا.
| الرقم | البلد    | المركز | اللاعب                                                         |
| ----- | -------- | ------ | -------------------------------------------------------------- |
|       | إيطاليا  | حارس   | Marco Meneghetti (في نادي سودتيرول حتى 30 يونيو 2021)          |
|       | إيطاليا  | مدافع  | كيفين بونيفازي (في نادي أودينيزي حتى 30 يونيو 2021)            |
|       | البرازيل | مدافع  | إيغور خوليو (في فيورنتينا حتى 30 يونيو 2021, الالتزام بالشراء) |

| الرقم | البلد   | المركز | اللاعب                                                     |
| ----- | ------- | ------ | ---------------------------------------------------------- |
|       | إيطاليا | مدافع  | Paolo Cannistrà (في Cavese 1919 حتى 30 يونيو 2021)         |
|       | إيطاليا | وسط    | Davide Mazzocco (في نادي فيرتوس إينتيلا حتى 30 يونيو 2021) |

### لاعبين سابقين بارزين
| - ماريو أستوري [الإنجليزية] - Osvaldo Bagnoli - جاستون فول - سافينو بيليني [الإنجليزية] - نيلز بينيك [الإنجليزية] - أوتافيو بيانكي - ألبيرتو بيغون - كيفين بونيفازي - ماركو بورييلو - جيانفرانكو بوزاو [الإنجليزية] - Ottavio Bugatti - روبن بورياني - فابيو كابيلو - سيرجيو سيرفاتو - Carlo Dell'Omodarme - لويجي ديلنيري - بنيامينو دي جياكومو - دان إكنر [الإنجليزية] - بولنت ايسل [الإنجليزية] | - فيليبي دياز دا سيلفا دال بيلو - محمد فارس (لاعب كرة قدم جزائري) - ماتيو فيراري - أدولفو جوري - ماثيو كيمب - ياسمين كورتيتش - مانويل لاتزاري - شاول ملاطراسي - توماس مانفريديني - أليكس ميريت - إجيديو موربيلو - ماركو نابي [الإنجليزية] - فولفيو نيستي - Oscar Massei - دانتي ميتشيلي [الإنجليزية] - إيجيستو باندولفيني - ميشيل باراماتي [الإنجليزية] - فاوستو باري | - لويجي باسيتي [الإنجليزية] - سيرجيو بيليسييه - أندريا بيتانيا - أرماندو بيتشي - جينارو أوليفيري - ألبرتو أورلاندو - Dion Ørnvold - إدواردو ريا - ماريو روماني [الإنجليزية] - Nils-Åke Sandell - أندي سيلفا - David Sesa - سيجاربي - ميركو فالديفيوري - كارل فاليري - إميليانو فيفيانو - اروين فالدنر - فرانكو زاجليو [الإنجليزية] |

### الكابتن
قائمة مرتبة ترتيبًا زمنيًا لقادة نادي سبال منذُ عام 1950.
| الاسم                                | السنوات                  |
| ------------------------------------ | ------------------------ |
| Giovanni Emiliani / جيوفاني إميلياني | 1950–53                  |
| Marcello Castoldi / مارسيلو كاستولدي | 1953–54                  |
| Edoardo Dal Pos / إدواردو دال بوس    | 1954–59                  |
| اوسكار ماسي [الإنجليزية]             | 1959–61                  |
| سيرجيو سيرفاتو                       | 1961–65                  |
| اوسكار ماسي [الإنجليزية]             | 1965–68                  |
| كارلو ديل أومودارم [الإنجليزية]      | 1968–69                  |
| Enrico Cairoli / إنريكو كايرولي      | يوليو 1969 – أكتوبر 1973 |
| Lucio Mongardi / لوسيو مونجاردي      | أكتوبر 1973 – يونيو 1975 |
| Sergio Reggiani / سيرجيو ريجياني     | 1975–76                  |
| أوتافيو بيانكي                       | 1976–77                  |
| Franco Pezzato / فرانكو بيزاتو       | 1977–79                  |
| Mauro Gibellini / ماورو جيبليني      | 1979–81                  |
| Rosario Rampanti / روزاريو رامبانتي  | 1981–82                  |
| Mirco Brilli / ميركو بريلي           | 1982–83                  |
| Giuseppe De Gradi / جوزيبي دي جرادي  | 1983–85                  |
| إليو جوستينيتي                       | 1985–86                  |
| Fabio Perinelli / فابيو بيرينيلي     | 1986–87                  |
| Arturo Vianello / ارتورو فيانيلو     | 1987–88                  |
| ماسيمو بيليجريني                     | 1988–89                  |
| Francesco Cini / فرانشيسكو سيني      | 1989–90                  |
| Franco Fabbri / فرانكو فابري         | 1990–91                  |

| الاسم                                    | السنوات                  |
| ---------------------------------------- | ------------------------ |
| Giuseppe Brescia / جوزيبي بريشيا         | 1991–93                  |
| Andrea Mangoni / أندريا مانجوني          | 1993–94                  |
| Giuseppe Brescia / جوزيبي بريشيا         | 1994–96                  |
| Eugenio Sgarbossa / أوجينيو سجاربوسا     | 1996–97                  |
| فاوستو باري                              | 1997–98                  |
| Alfonso Greco / ألفونسو جريكو            | 1998–99                  |
| ماسيمو جادا [الإنجليزية]                 | 1999–00                  |
| Emanuele Cancellato / ايمانويل كانسيلاتو | يوليو 2000 – يناير 2002  |
| كريستيان سيرفيدي [الإنجليزية]            | يناير 2002 – يونيو 2002  |
| فرانشيسكو زانونسيلي [الإنجليزية]         | 2002–03                  |
| Manuel Milana / مانويل ميلانا            | 2003–06                  |
| ديفيد سيسا [الإنجليزية]                  | 2006–08                  |
| لويس فرناندو سينتي [الإنجليزية]          | يوليو 2008 – فبراير 2009 |
| ماركو زامبوناي                           | فبراير 2009 – يونيو 2012 |
| دافيدي مارتشيني                          | 2012–13                  |
| ماسيميليانو فاريتشيو [الإنجليزية]        | 2013–14                  |
| نيكولا جياني [الإنجليزية]                | 2014–17                  |
| لوكا مورا                                | يوليو 2017 – يناير 2018  |
| ميركو انتينوتشي [الإنجليزية]             | يناير 2018 – يونيو 2019  |
| سيرجيو فلوكاري                           | يوليو 2019–              |

## الفريق الفني
| المركز                   | الشخص                                         |
| ------------------------ | --------------------------------------------- |
| رئيس الجهاز الفني        | Giorgio Zamuner / جورجيو زامونر               |
| المدير الفني للمنتخب     | باسكوالي مارينو                               |
| نائب المدرب              | Massimo Mezzini / ماسيمو ميزيني               |
| مساعد فني                | Mauro Carretta / ماورو كاريتا                 |
| مساعد فني                | Fabrizio Franceschetti / فابريزيو فرانشيسكيتي |
| مدرب حراس المرمى         | Cristiano Scalabrelli / كريستيانو سكالبريللي  |
| مدرب لياقة بدنية         | Giovanni Petralia / جيوفاني بتراليا           |
| مدرب لياقة بدنية         | Mauro Franzetti / ماورو فرانزيتي              |
| اخصائي انتعاش من الإصابة | Carlo Voltolini / كارلو فولتوليني             |
| مدير الفريق              | Alessandro Andreini /أليساندرو أندرييني       |
| رئيس الطاقم الطبي        | Paolo Minafra / باولو مينافرا                 |
| طبيب الفريق              | Raffaella Giagnorio / رافاييلا جاجنوريو       |
| اخصائي علاج طبيعي        | Daniele Zannini / دانييل زانيني               |
| اخصائي علاج طبيعي        | Matteo Evangelisti / ماتيو إيفانجليستي        |
| اخصائي علاج طبيعي        | Maurizio Lo Biundo / ماوريتسيو لو بيندو       |
| اخصائي علاج طبيعي        | Piero Bortolin / بييرو بورتولين               |

المصدر: 

## تاريخ الرؤساء
كانَ لنادي سبال العديد من رؤساء مجلس الإدارة (بالإيطالية: presidenti)‏ أو (بالإيطالية: presidenti del consiglio di amministrazione)‏ على مدار تاريخه، وكان بعضهم مساهم رئيسي في النادي، ويُعدُّ باولوا ماتسا أطول رئيس مجلس إدارة للنادي.
| الاسم                                                       | سنوات     |
| ----------------------------------------------------------- | --------- |
| Don Pietro Acerbis / دون بيترو أكربيس                       | 1907–11   |
| Conte Buosi / كونتي بوسي                                    | 1911-12   |
| Aminta Gulinati / أمينتا جوليناتي                           | 1912-15   |
| Antonio Santini / أنطونيو سانتيني                           | 1919-1921 |
| Enrico Bassani / إنريكو باساني                              | 1921-24   |
| Gaetano Ridolfi / جايتانو ريدولفي                           | 1924–27   |
| Giannino Bonfiglioli / جيانينو بونفيجليولي                  | 1927–28   |
| On. Ferri / أون. فيري                                       | 1928-1931 |
| Giuseppe Turbiani / جوزيبي توربيان Carlo Osti / كارلو أوستي | 1931-1932 |
| Comm. Gandini / كوم غانديني                                 | 1932–33   |
| Umberto Barbè / أومبرتو باربي Giulio Divisi / جوليو ديفيسي  | 1933–1934 |
| Luigi Orsi / لويجي أورسي                                    | 1934–35   |
| Giovanni Argazzi / جيوفاني أرغازي                           | 1935–36   |
| Nino Fiorini / نينو فيوريني                                 | 1936–37   |
| Angelo Vissoli / أنجيلو فيسولي                              | 1937-1939 |
| Annio Bignardi / أنيو بيناردي                               | 1939–1941 |

| الاسم                                   | سنوات     |
| --------------------------------------- | --------- |
| Augusto Caniato / أوغوستو كانياتو       | 1941–1943 |
| Edmondo Bucci / ادموندو بوتشي           | 1945–1946 |
| Paolo Mazza / باولوا ماتسا              | 1946-1977 |
| Primo Mazzanti / بريمو مازانتي          | 1977–85   |
| Giorgio Rossatti / جورجيو روساتي        | 1985–86   |
| Francesco Nicolini / فرانشيسكو نيكوليني | 1986-89`  |
| Albersano Ravani / البرسانو رافاني      | 1989-90   |
| Giovanni Donigaglia / جيوفاني دونيغاليا | 1990-1996 |
| Vanni Guzzinati / فاني جوزيناتي         | 1996-1997 |
| Giovanni Donigaglia / جيوفاني دونيغاليا | 1997–02   |
| Lino Di Nardo / لينو دي ناردو           | 2002-05   |
| Gianfranco Tomasi / جيانفرانكو توماسي   | 2005-2008 |
| Cesare Butelli / سيزار بوتيلي           | 2008-12   |
| Roberto Ranzani / روبرتو رانزاني        | 2012-13   |
| Walter Mattioli / والتر ماتيولي         | 2013–     |

## التاريخ الإداري
كانَ لدى سبال العديد من المديرين والمدربين الرئيسيين على مدار تاريخهم، وفيما يلي قائمة مرتبة ترتيبًا زمنيًا.
| الاسم                                                                       | الجنسية           | السنوات                   |
| --------------------------------------------------------------------------- | ----------------- | ------------------------- |
| Carlo Marchiandi / كارلو مارشاندي                                           | إيطاليا           | 1919–22                   |
| Armand Halmos / أرماند هالموس                                               | المجر             | 1922–23                   |
| Giuseppe Ticozzelli / جوزيبي تيكوزيلي                                       | إيطاليا           | 1923–24                   |
| Walter Alt / والتر ألت                                                      | جمهورية التشيك    | 1924–27                   |
| Carlo Osti / كارلو أوستي Carlo Marchiandi / كارلو مارشاندي                  | إيطاليا · إيطاليا | 1927–28                   |
| Béla Károly / بيلا كارولي                                                   | المجر             | 1928–29                   |
| György Hlavay / جيورجي هلافاي                                               | المجر             | 1929–31                   |
| Francesco Mattuteia / فرانشيسكو ماتوتيا Adolf Mora Murer / أدولف مورا مورير | إيطاليا · إيطاليا | 1931–32                   |
| Walter Alt / والتر ألت                                                      | جمهورية التشيك    | 1933–34                   |
| Mihály Balacics                                                             | المجر             | 1934–35                   |
| György Hlavay / جيورجي هلافاي Guido Testolina / جيدو تيستولينا              | المجر · إيطاليا   | 1935–36                   |
| باولوا ماتسا                                                                | إيطاليا           | 1936–37                   |
| Euro Riparbelli / يورو ريباربيلي                                            | إيطاليا           | 1937–39                   |
| باولوا ماتسا                                                                | إيطاليا           | 1939–42                   |
| Giorgio Armari / جورجيو أرماري Bruno Maini / برونو مايني                    | إيطاليا · إيطاليا | 1942–43                   |
| جوزيف فيولا                                                                 | المجر             | يوليو 1945 – يونيو 1946   |
| Guido Testolina / جيدو تيستولينا                                            | إيطاليا           | يوليو 1946 – يونيو 1947   |
| Giuseppe Marchi / جوزيبي مارشي                                              | إيطاليا           | يوليو 1947 – يونيو 1948   |
| برونو فالي                                                                  | إيطاليا           | يوليو 1948 – يونيو 1949   |
| أنطونيو جاني [الإنجليزية]                                                   | إيطاليا           | يوليو 1949 – يونيو 1954   |
| Bruno Biagini / برونو بياجيني                                               | إيطاليا           | يوليو 1954 – يونيو 1955   |
| Fioravante Baldi / فيرافانتي بالدي                                          | إيطاليا           | يوليو 1955 – يونيو 1956   |
| Paolo Tabanelli / باولو تابانيلي                                            | إيطاليا           | يوليو 1956 – يونيو 1958   |
| Fioravante Baldi / فيرافانتي بالدي                                          | إيطاليا           | يوليو 1958 – أبريل 1960   |
| Serafino Montanari / سيرافينو مونتاناري                                     | إيطاليا           | أبريل 1960 – يونيو 1960   |
| لويغي فيريرو                                                                | إيطاليا           | يوليو 1960 – سبتمبر 1961  |
| Serafino Montanari / سيرافينو مونتاناري                                     | إيطاليا           | سبتمبر 1961 – أبريل 1963  |
| Aurelio Marchese / أوريليو مارشيز                                           | إيطاليا           | أبريل 1963 – يونيو 1963   |
| جياكومو بلاسون [الإنجليزية]                                                 | إيطاليا           | يوليو 1963 – أبريل 1964   |
| جيوفان باتيستا فابري [الإنجليزية]                                           | إيطاليا           | أبريل 1964 – نوفمبر 1964  |
| Francesco Petagna / فرانشيسكو بيتاجنا                                       | إيطاليا           | نوفمبر 1964 – أكتوبر 1968 |
| Serafino Montanari / سيرافينو مونتاناري                                     | إيطاليا           | أكتوبر 1968 – مايو 1969   |
| جيوفان باتيستا فابري [الإنجليزية]                                           | إيطاليا           | مايو 1969 – أكتوبر 1969   |
| Tito Corsi / تيتو كورسي                                                     | إيطاليا           | أكتوبر 1969 – يونيو 1970  |
| Cesare Meucci / سيزار ميوتشي                                                | إيطاليا           | يوليو 1970 – يونيو 1972   |
| Eugenio Fantini / أوجينيو فانتيني                                           | إيطاليا           | يوليو 1972 – أكتوبر 1972  |
| Mario Caciagli / ماريو كاتشاجلي                                             | إيطاليا           | أكتوبر 1972 – يناير 1975  |
| Guido Capello / جويدو كابيلو                                                | إيطاليا           | يناير 1975 – يونيو 1975   |
| Francesco Petagna / فرانشيسكو بيتاجنا                                       | إيطاليا           | يوليو 1975 – ديسمبر 1975  |
| Umberto Pinardi / أومبرتو بيناردي                                           | إيطاليا           | ديسمبر 1975 – فبراير 1976 |
| Guido Capello / جويدو كابيلو                                                | إيطاليا           | فبراير 1976 – نوفمبر 1976 |
| Giovanni Ballico / جيوفاني باليكو                                           | إيطاليا           | نوفمبر 1976 – ديسمبر 1976 |
| أوتافيو بوجاتي [الإنجليزية]                                                 | إيطاليا           | ديسمبر 1976 – فبراير 1977 |
| لويس سواريز ميرامونتيس                                                      | إسبانيا           | فبراير 1977 – يونيو 1977  |
| Mario Caciagli / ماريو كاتشاجلي                                             | إيطاليا           | يوليو 1977 – يونيو 1980   |
| Battista Rota / باتيستا روتا                                                | إيطاليا           | يوليو 1980 – مارس 1982    |

| الاسم                                             | الجنسية | السنوات                   |
| ------------------------------------------------- | ------- | ------------------------- |
| Ugo Tomeazzi / أوغو توماتزي                       | إيطاليا | مارس 1982 – يونيو 1982    |
| Gaetano Salvemini / جايتانو سالفيميني             | إيطاليا | يوليو 1982 – ديسمبر 1982  |
| Giovanni Seghedoni / جيوفاني سيغيدوني             | إيطاليا | ديسمبر 1982 – يونيو 1983  |
| جيوفاني جاليون [الإنجليزية]                       | إيطاليا | يوليو 1983 – أكتوبر 1984  |
| جيانكارلو دانوفا [الإنجليزية]                     | إيطاليا | أكتوبر 1984 – ديسمبر 1984 |
| جيوفاني جاليون [الإنجليزية]                       | إيطاليا | ديسمبر 1984 – يونيو 1986  |
| فيروشيو مازولا [الإنجليزية]                       | إيطاليا | يوليو 1986 – يونيو 1987   |
| جيانكارلو سيلا                                    | إيطاليا | يوليو 1987 – نوفمبر 1987  |
| جيوفان باتيستا فابري [الإنجليزية]                 | إيطاليا | نوفمبر 1987 – يونيو 1988  |
| Giorgio Veneri / جورجيو فينيري                    | إيطاليا | يوليو 1988 – ديسمبر 1988  |
| Francesco Paolo Specchia / فرانشيسكو باولو سبيكيا | إيطاليا | ديسمبر 1988 – يونيو 1989  |
| لوتشيانو ماجستريللي [الإنجليزية]                  | إيطاليا | يوليو 1989 – يناير 1990   |
| نيلو سانتين [الإنجليزية]                          | إيطاليا | يناير 1990 – يونيو 1990   |
| Paolo Lombardo / باولو لومباردو                   | إيطاليا | يوليو 1990 – فبراير 1991  |
| جيوفان باتيستا فابري [الإنجليزية]                 | إيطاليا | فبراير 1991 – أكتوبر 1992 |
| رينو ماركيسي                                      | إيطاليا | أكتوبر 1992 – أبريل 1993  |
| جيوفان باتيستا فابري [الإنجليزية]                 | إيطاليا | أبريل 1993 – يونيو 1993   |
| Gian Cesare Discepoli / جيان سيزار ديسسيبولي      | إيطاليا | يوليو 1993 – يناير 1995   |
| فينسينزو جويريني (لاعب كرة قدم)                   | إيطاليا | يناير 1995 – سبتمبر 1995  |
| Salvatore Bianchetti / سلفاتوري بيانكيتي          | إيطاليا | سبتمبر 1995 – فبراير 1997 |
| Alfredo Magni / ألفريدو ماجني                     | إيطاليا | فبراير 1997 – يونيو 1997  |
| جياني دي بياسي                                    | إيطاليا | يوليو 1997 – يونيو 1999   |
| Giancarlo D'Astoli / جيانكارلو دي أستولي          | إيطاليا | يوليو 1999 – يونيو 2000   |
| أليساندرو سكانزياني [الإنجليزية]                  | إيطاليا | يوليو 2000 – نوفمبر 2000  |
| Mauro Melotti / ماورو ميلوتي                      | إيطاليا | نوفمبر 2000 – نوفمبر 2001 |
| Fabio Perinelli / فابيو بيرينيلي                  | إيطاليا | نوفمبر 2001 – مارس 2002   |
| Mauro Melotti / ماورو ميلوتي                      | إيطاليا | مارس 2002 – يونيو 2002    |
| والتر دي فيكي                                     | إيطاليا | يوليو 2002 – أكتوبر 2002  |
| جوليانو سونزوجني [الإنجليزية]                     | إيطاليا | أكتوبر 2002 – أكتوبر 2003 |
| Gian Cesare Discepoli / جيان سيزار ديسسيبولي      | إيطاليا | أكتوبر 2003 – يونيو 2004  |
| ماسيميليانو أليغري                                | إيطاليا | يوليو 2004 – يونيو 2005   |
| Paolo Beruatto / باولو بيرواتو                    | إيطاليا | يوليو 2005 – فبراير 2006  |
| والتر نيكوليتي [الإنجليزية]                       | إيطاليا | فبراير 2006 – يونيو 2006  |
| Leonardo Rossi / ليوناردو روسي                    | إيطاليا | يوليو 2006 – يونيو 2007   |
| فرانشيسكو بوجليو [الإنجليزية]                     | إيطاليا | يوليو 2007 – فبراير 2008  |
| Roberto Labardi / روبرتو لاباردي                  | إيطاليا | فبراير 2008               |
| أنجيلو اليسيو                                     | إيطاليا | فبراير 2008 – يونيو 2008  |
| ألدو دولسيتي [الإنجليزية]                         | إيطاليا | يوليو 2008 – نوفمبر 2009  |
| إجيديو نوتاريستيفانو [الإنجليزية]                 | إيطاليا | نوفمبر 2009 – فبراير 2011 |
| Gian Marco Remondina / جيان ماركو ريموندينا       | إيطاليا | فبراير 2011 – يونيو 2011  |
| ستيفانو فيتشي                                     | إيطاليا | يوليو 2011 – يونيو 2012   |
| David Sassarini / ديفيد ساساريني                  | إيطاليا | يوليو 2012 – يونيو 2013   |
| Leonardo Rossi / ليوناردو روسي                    | إيطاليا | يوليو 2013 – أكتوبر 2013  |
| ماسيمو جادا [الإنجليزية]                          | إيطاليا | أكتوبر 2013 – يونيو 2014  |
| أوسكار بريفي                                      | إيطاليا | يوليو 2014 – ديسمبر 2014  |
| ليوناردو سيمبليسي [الإنجليزية]                    | إيطاليا | ديسمبر 2014 – فبراير 2020 |
| لويجي دي بياجو                                    | إيطاليا | فبراير 2020 – أغسطس 2020  |
| باسكوالي مارينو                                   | إيطاليا | أغسطس 2020 –              |

## الإنجازات والبطولات

### محلي
| ألقاب الدوري - سيري ب - الفائز (2): 1950-51، 2016-17 - سيري سي - الفائز (3): 1937–38، 1972–73، 1977–78 - الوصيف (4): 1941–42، 1942–43، 1969–70، 1970–71 - ليجا برو - الفائز (1): 2015-16 - Serie C1 - الفائز (1): 1991-1992 - الوصيف (1): 1995-96 - Serie C2 - الفائز (1): 1997-98 - الوصيف (1): 1990-1991 | كؤوس - كأس ايطاليا - الوصيف (1): 1961-62 - كأس إيطاليا سيري سي - الفائز (1): 1998-99 - الوصيف (1): 1988-89 - كأس السوبر للمحترفين - الفائز (1): 2016 |

### أوروبي
- كأس الصداقة الإيطاليَّة السويسرية
  - الفائز (1): 1968

### شبابي
- بطولة البريمافيرا الوطنية
  - الفائز (1): 1964–65

## الترقية والهبوط
| السلسلة                                                           | السنوات | الموسم الأخير | ترقية                                                                       | هبوط                                     |
| ----------------------------------------------------------------- | ------- | ------------- | --------------------------------------------------------------------------- | ---------------------------------------- |
| الأولى                                                            | 19      | 2019-20       | -                                                                           | ▼ 3 (1964، 1968، 2020)                   |
| الثانية                                                           | 22      | 2020-21       | ▲ 3 (1952، 1965، 2017)                                                      | ▼ 6 (1936، 1939، 1969، 1977، 1982، 1993) |
| الثالثة C1 C2                                                     | 40 7    | 2015–16       | ▲ 7 (1933، 1938، 1946، 1973، 1978، 1992، 2016) ▲ 4 (1991، 1998، 2008، 2014) | ▼ 4 (1989، 1997، 2005، 2012✟)            |
| 88 من أصلٍ 89 عامًا من كرة القدم الاحترافية في إيطاليا منذُ عام 1929 |         |               |                                                                             |                                          |
| D                                                                 | 1       | 2012-13       | ▲ 1 (2013)                                                                  |                                          |

## وصلات خارجية
- الموقع الرسمي